# Anomalocosmoecus argentinicus
Anomalocosmoecus argentinicus är en nattsländeart som beskrevs av Oliver S. Flint Jr. 1983. Anomalocosmoecus argentinicus ingår i släktet Anomalocosmoecus och familjen husmasknattsländor. Inga underarter finns listade i Catalogue of Life.